# Lithobius starlingi
Lithobius starlingi är en mångfotingart som först beskrevs av Ottis Robert Causey 1942.  Lithobius starlingi ingår i släktet Lithobius och familjen stenkrypare. Inga underarter finns listade i Catalogue of Life.